# 伊斯蘭法西斯主義
伊斯蘭法西斯主義（Islamofascism）是一個有爭議的新名詞，把21世紀開始以來的某些伊斯蘭主義運動的意識形態特徵與20世紀早期的歐洲法西斯主義運動，以及新法西斯運動或極權主義相提並論。此一類型的政治意識形態大多被以色列當作指控鄰近伊斯蘭敵對國家的說法，因為那些國家企圖消滅以色列與猶太人，跟希特勒的反猶太大屠殺的行徑無異。

## 名詞起源

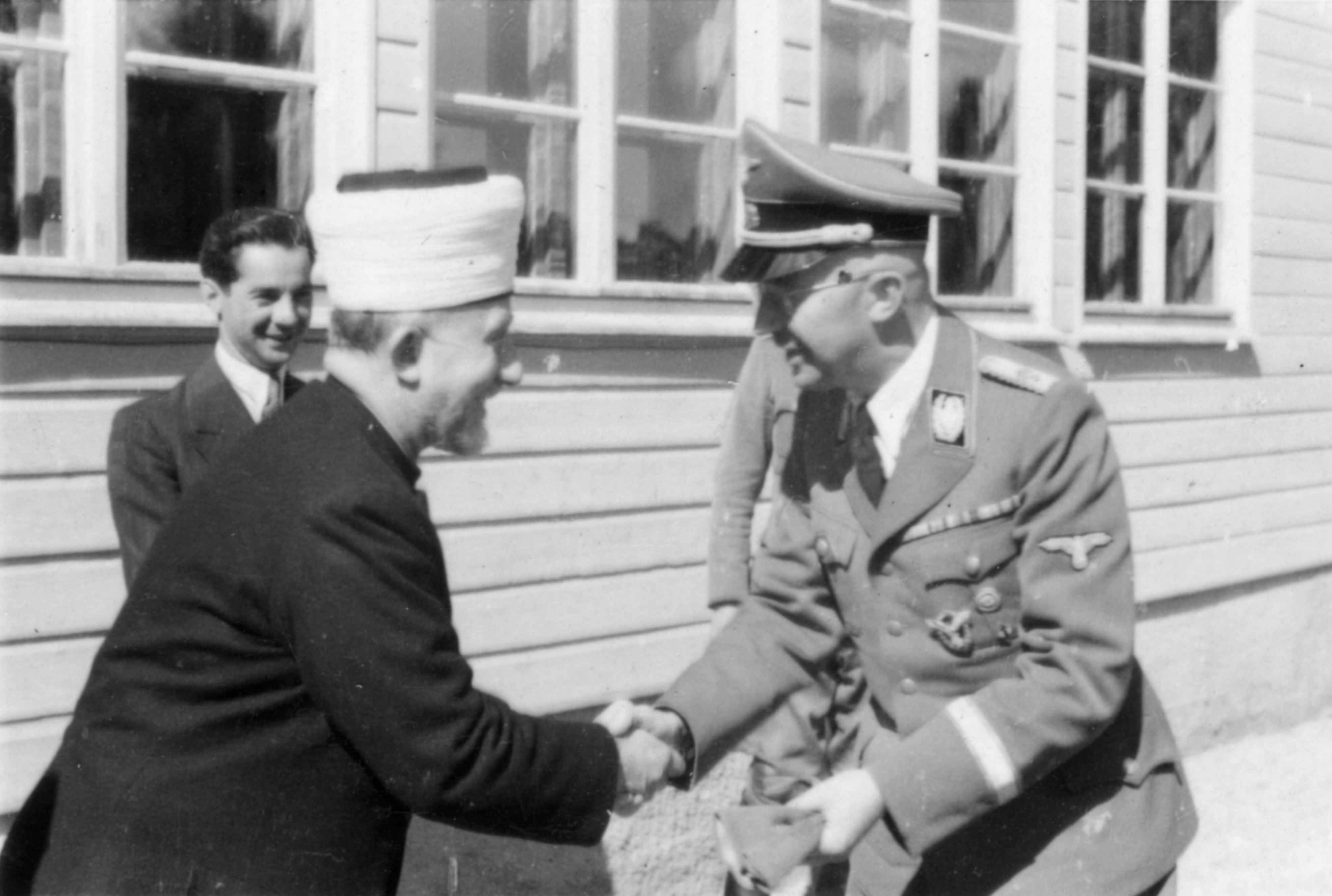
阿明·侯赛尼与海因里希·希姆莱（1943年）

《New Oxford American Dictionary》把「Islamofascism」定義為「一個有爭議的字眼，把一些現代伊斯蘭運動與20世紀早期的歐洲法西斯主義運動劃上等號」。一些作家例如Stephen Schwartz和克里斯多福·希鈞斯使用該詞去描述伊斯蘭極端主義者，包括阿蓋達之類的恐怖組織。

## 與法西斯主義的類同
支持該詞的人認為歷史上的法西斯主義與伊斯蘭法西斯主義有相似地方。克里斯多福·希鈞斯作出了以下比較：
|  | 最明顯的比較是：兩者都建基於一個兇殘暴力的、讚揚死亡與破壞及蔑視心靈生命的教派上。……兩者都敵視現代事物（除了在追求武器上），及兩者都傷感地懷緬昔日的帝國及失去的光榮。兩者都對真實的及想像的「羞辱」念念不忘，渴求報復。兩者都長期感染了反猶太妄想症毒素（有趣地，又加上較輕的反共濟會妄想症）。兩者都傾向領袖崇拜及特別強調一本偉大的書的權能。兩者都強調性壓抑——特別是壓制任何性「偏差」——及相應的女性從屬和對女性的輕視。兩者都蔑視藝術及文學，認為是墮落和頹廢的病徵；兩者都焚書及破壞博物館和珍寶。 |

## 評價

### 支持
威廉·薩菲爾（William Safire）指該詞可把恐怖分子從傳統的伊斯蘭教區分出來。克里斯多福·希鈞斯在《Slate》為該詞辯護。

### 批評
「伊斯蘭法西斯主義」一詞受到一些學者及新聞工作者批評。該詞被一些歷史及政治學者認為有歷史上的不準確及過份簡單化，及被批評常用於貶義或政治宣傳。
由于伊斯兰主义者通常更强调乌玛而非民族的概念，伊斯兰主义和民族主义通常是对立的，这与法西斯主义以极端民族主义为基础不符。

## 使用例子
美國總統喬治·布什於2006年跨大西洋航機恐怖襲擊陰謀曝光後，曾使用「伊斯蘭法西斯分子」去稱呼那些恐怖分子。

## 伊斯蘭法西斯主義相關國家與組織

### 什葉派

#### 國家
- 伊朗

#### 組織
- 伊朗伊斯蘭革命衛隊
- 巴斯基
- 真主黨
- 邁赫迪軍
- 胡塞运动

### 遜尼派

#### 國家
- 阿富汗

#### 組織
- 基地组织
- 巴基斯坦塔利班运动
- 伊斯兰国
- 聖戰者
- 虔誠軍
- 回教祈禱團
- 阿布沙耶夫（菲律賓）
- 毛特組織
- 伊拉克武装革命抵抗组织
- 蓋達組織阿拉伯半島分支
- 征服沙姆陣線
- 莫洛伊斯蘭解放陣線
- 烏茲別克伊斯蘭運動
- 高加索酋長國
- 東突厥斯坦伊斯蘭運動
- 东突厥斯坦解放组织
- 巴勒斯坦伊斯蘭聖戰組織
- 索馬利亞青年黨
- 穆斯林兄弟會
- 自由與正義黨
- 伊斯蘭法庭聯盟
- 伊斯蘭聖戰聯盟
- 伊斯蘭衛士
- 哈卡尼網路
- 博科圣地
- 哈馬斯
- 阿克薩烈士旅
- 呼羅珊
- 巴勒斯坦聖戰軍